# Historia de la educación indígena en Bolivia
La educación indígena en Bolivia ha sido pensada como un problema complejo con diferentes niveles de realcionamiento con el Sistema Educativo general del país através de la historia, se pueden identificar algunos aspectos que guiaron el diseño de políticas educativas sectorizadas para las naciones y pueblos indígenas del país: culturización, rehabilitación económica, organización social y cuestión política. 

### Culturización
En el primer aspecto, el Estado buscaba enseñar a leer y escribir en castellano; también buscaba modernizar sus artes e industrias autóctonas, por ejemplo, estilizar su música y facilitar medios para adquirir instrucción elemental.

### Rehabilitación económica
En el segundo aspecto, se buscaba: cooperar para sacar a los indios del estado de miseria con el fin de crear nuevas necesidades y dar medios económicos para satisfacerlas; resolver la cuestión de la tierra ya que el latifundio acaparaba el 80% de la tierra cultivable; dictar una legislación agraria para liberar al indio, así limitar sus obligaciones ante el hacendado y otorgar derechos de posesión de sus parcelas; rescatar las haciendas de las “manos muertas” que no implementan mejoras y solo se concentraban en la explotación de la tierra; organizar las cooperativas de producción y de consumo; y estimular sus actividades agrícolas, ganaderas.

### Organización social
En el tercer aspecto (organización social) el Estado buscaba: determinar los deberes y derechos del indio; abolir los servicios deprimentes como el chasqui o el apiri; crear justicia rural para aplicarlo a la clase indígena, así salvarlos de los abusos de las autoridades; respetar la personalidad del indio, es decir, devolverle la individualidad y que conozca las ideas de libertad y democracia; establecer asistencia social en el aspecto sanitario; financiar la construcción de un nuevo tipo de vivienda indígena; modernizar su traje y formar nuevos poblados indígenas, fomentando la agrupación.

### Aspecto religioso
El cuarto aspecto buscaba: restringir la fanatización de los indios emprendida por el clero; abolir la celebración frecuente de las fiestas religiosas, en los que se obligaba al indio a gastar y consumir alcohol, ya que era un mal ejemplo para los menores; rebajar tarifas para impuestas por los párrocos para las misas y bautizos, encomendar a los sacerdotes predicar a favor de la educación indígena, de la rehabilitación cultural y del trato humano que merece; y buscaba establecer que la enseñanza religiosa sirva para elevar la moral de las clases campesinas (la reafirmación de la fe y conservación de sus virtudes), sin acabar con la voluntad del indio y sus ansias de superación. 

### Cuestión política
La cuestión política buscaba: dar representación política especial al indio, ya que, aunque eran mayoría poblacional estos no estaban representados en el Parlamento (no eran considerados ciudadanos por no saber leer ni escribir); implantar las obligaciones de “ser ciudadano” como formar parte del servicio militar, esperando que esto forme una conciencia de nación y buscaban que la introducción de la “Política” en la conciencia indígena esté libre de prácticas viciosas.
Las escuelas indígenas fueron creadas a partir de 1931 con el fin de acabar con el problema indígena. Para ello se establecieron “Núcleos” que eran centros educativos con radio de acción limitado. Dentro de estos se encontraban las “Seccionales” que eran pequeñas escuelas unitarias o incompletas. El punto céntrico del núcleo era la “escuela central o matriz” que funcionaban como directivas de las que dependían las filiales En estas escuelas se organizaban las secciones de talleres e internados y concentraciones periódicas de maestros indígenas del núcleo. También se formaban asambleas de indios, ferias agropecuarias y la construcción de inmobiliaria. Las escuelas indígenas adquirían terrenos para sus prácticas agrícolas y ganaderas. Por otra parte, los maestros indígenas, se constituyeron en defensa de la clase indígena y libraron una lucha constante contra autoridades latifundistas Estos maestros también tenían la misión de enseñar castellano, pues el idioma corriente en las escuelas era el de la raza indígena que abarcaba el núcleo.
A mediados del siglo XX se dio el indigenismo que buscaba resolver los problemas de bienestar, educación, higiene, acceso a la tierra de los indígenas, valorar las capacidades y elementos culturales propias de estas poblaciones para lograr su inclusión al modelo capitalista. Fue en este sentido que las escuelas sirvieron como respuesta a la cuestión indígena. Todas estas compartían el mismo fin, convertir al indígena en un trabajador agrícola que contribuyera de manera activa al fortalecimiento de las naciones.  Los educadores abordan la cuestión indígena desde su propia perspectiva, se crearon los núcleos escolares a los que asistían niños y adultos para ser capacitados en técnicas agrícolas y maquinarias Para conocer técnicas de modernidad y progreso sin renunciar a sus propias formas de organización colectiva o comunitaria en la producción y la realización de los trabajos. Debían formarse en normas de trabajos, tanto en disciplina como en orden, con el fin de favorecer la organización de gobiernos propios o de autoridades propias capaces de encargarse de las escuelas sin la participación de los maestros criollos
La cuestión indígena en la Amazonía residía en los grupos étnicos seminómadas que no tenían contacto con la sociedad nacional, eran pueblos independientes que no estaban sometidos a un cuerpo estatal (los sirionó y los moré). La pedagogía indígena era un plan educativo de base indigenista destinado a establecer contacto con los "salvajes" de la selva y rehabilitarlos de su vida salvaje para transformarlos en hombres apacibles y trabajadores que se incorporen en la sociedad nacional. Por ellos se necesitaba una educación intensiva integral y nacional, para permitir el surgimiento de ese indio amazónico y boliviano
La primera labor pedagógica era la sedentarización de los pueblos y la entrada a la civilización a través de vestimenta y símbolos patrios. Paralelamente se trabajaba con una estructura sociopolítica.
La construcción de fronteras se ha dado, en parte, a través de procesos de inclusión. Se dio a través de la educación con diferentes etapas y escuelas manejadas por misioneros. Donde el Estado delegaba a elementos religiosos la tarea de construir la percepción del Estado y dimensión de autoridad, ya sean misiones evangélicas y católicas que responden a conceptos de conversión y civilización. El concepto de modernización también se va adaptando a diferentes momentos, lo que ayuda a entender por qué el Estado se interesa en construir sociedades fronterizas. Para ello, se explica que las construcciones de las sociedades fronterizas están vinculadas a procesos económicos capitalistas.
También se  menciona que la creación de fronteras es un fenómeno continuo en la Amazonía asociado a auges cíclicos de materias primas y responden a las necesidades del núcleo. Este trabajo es histórico y está contextualizado en el siglo XX, se estudiará la política educativa de los núcleos (el núcleo Moré) el cual se ubicó estratégicamente en el límite con Brasil, esto porque en el pasado Brasil no había reconocido la legitimidad de las regiones Amazónicas bolivianas Es por ello que el Estado invirtió esfuerzos y capital para marcar su presencia a través de la construcción de grupos sociales que reconozcan la autoridad del Estado.
En la primera mitad del siglo XX los gobiernos latinoamericanos mostraron preocupación por el lugar que debían ocupar los indígenas en la construcción nacional. Pues estos eran vistos como obstáculos para el desarrollo de las sociedades latinoamericanas. Fue en ese contexto que el debate de la cuestión indígena dio lugar al “Indigenismo” (1910-1920). A partir de 1931 con el fin de acabar con el problema indígena se establecieron “Núcleos” que eran centros educativos con radio de acción limitado.
Vinculando esta problemática al proyecto de integración, explicado por Guiteras, se busca que la construcción de sociedades fronterizas por parte del Estado se base en un proyecto nacional y en una autoridad. En el que las políticas buscaban resolver la cuestión indígena y acabar con el “salvajismo” de los indios. También se extendían las ideas de progreso civilización y modernidad a través de la redefinición de la ubicación de los pueblos indígenas para apoyar a la construcción de la nación por parte de los gobiernos (tenía como base el indigenismo).
Por otro lado,  en la “Amazonía: Construcción de Nación, Región e Integración fronteriza” explica que la construcción de un Estado-nación en Colombia y la integración de regiones se buscaba dar a través de la creación de la Universidad Nacional de Colombia. Relata, así como a partir del siglo XX los esfuerzos de la universidad estuvieron orientados a conectar con “territorios incognitos”. Al igual que la universidad de Colombia Núcleos respondían a la construcción del Estado- Nación pues eran lugares que buscaban acabar con las tribus nómadas estableciéndolos en lugares fijos. Se esperaba así que cada jefe de la tribu se acercase y se acentúe en estos lugares Esta primera labor pedagógica era “La conquista y sedentarización”. Y debía proseguirse con la socialización de estos grupos siguiendo las políticas indígenas anteriores.
Por consiguiente, uno de los objetivos finales de esta socialización era la nacionalización, es decir, convertir a las personas de los núcleos en bolivianos. Para ello se requería el aprendizaje y asimilación de los símbolos patrios y el amor a la patria,  estos se mostraban principalmente en las celebraciones cívicas. La importancia de demostrar que los Moré eran bolivianos tenía como base que se encontraban, en límite con Brasil  Responde así a una necesidad de conformar un Estado-Nación esto debido a que en el pasado Brasil había desconocido el derecho de las Repúblicas andino-amazónicas sobre las regiones Amazónicas La civilización de las comunidades tenía también base en la vestimenta diferenciada por género, el adoctrinamiento religioso la alfabetización en el castellano y el aprendizaje de las ciencias y artes.
Paralelamente debía desarrollarse la socialización emancipadora que era la creación de una estructura sociopolítica. Entre los Mora se creó una jefatura con dos jefes de familia escogidos por el director del núcleo. Estos líderes eran personas que estaban dispuestas a colaborar con el proyecto y tenían influencia entre un número de familias. Su liderazgo estuvo junto a las autoridades docentes del núcleo que eran las encargadas de ejercer este rol. Estos docentes debían guiar a los núcleos para entender las necesidades del Estado que los gobernaba y para que trabajen de acuerdo a esas necesidades. Esto tenía como fin que en un futuro puedan emanciparse de la tutela estatal y pudieran participar de la vida republicana como lo hacían los bolivianos. Por ello, esta participación requería los integrantes de los núcleos sean personas productivas y organizadas. Fue por eso que se le enseñaba oficios manuales y producción agropecuaria. Sin embargo, en 1940 se dejaron de lado los ideales Warisata debido al cambio de representante político.